# Sopîci, Hluhiv
Sopîci (în ucraineană Сопич) este localitatea de reședință a comunei Sopîci din raionul Hluhiv, regiunea Sumî, Ucraina.

## Demografie
Componența lingvistică a localității Sopîci
     Rusă (95,68%)
     Ucraineană (4,32%)
Conform recensământului din 2001, majoritatea populației localității Sopîci era vorbitoare de rusă (95,68%), existând în minoritate și vorbitori de ucraineană (4,32%).